# Gema Matías
Gema Matías (nacida el 20 de marzo de 1955 en Barcelona, España) es una astróloga, educadora y poeta venezolana.
Matías ha escrito numerosos artículos sobre astrología y ha publicado varios poemarios.

## Reseña biográfica
Gema Matías vivió durante un largo período en Caracas, Venezuela, donde participó en talleres de poesía dirigidos por destacados poetas venezolanos. Actualmente reside en los Estados Unidos.

## Actividad literaria
Matías fue seleccionada por concurso para el Taller anual de Poesía de la Fundación Centro de Estudios Latinoamericanos Rómulo Gallegos (CELARG) en 2013, facilitado por la poeta Belén Ojeda.
Cursó los diplomados en Literatura del Mundo y Escritura Creativa en la Universidad Metropolitana de Caracas, Venezuela.
Ha participado en múltiples recitales de poesía en países como Bonaire, Chile, Colombia, España, Marruecos, México y Venezuela.

## Distinciones
- Premio Autores Inéditos de Monte Ávila Editores Latinoamericana, Caracas, Venezuela. 2017.
- Participante del XIII Encuentro Internacional de Escritoras (EIDE), Marruecos. 2018.
- Mención de Honor en el I Premio Internacional de Poesía J. Bernavil. 2020.
- Vicepresidenta del XIV Encuentro Internacional de Escritoras (EIDE), Caracas, Venezuela. 2021.
- Primer lugar en el II Concurso de Poesía J. Bernavil (2021).
- Participante del XV Encuentro Internacional de Escritoras (EIDE), Arica, Chile. 2023.
- Asesora tecnológica del Encuentro Internacional de Escritoras (EIDE).

## Obra publicada
Poesía
- Hoanarao (2017, 2021) - Premio Autores Inéditos año 2017. Editorial Monte Ávila Editores Latinoamérica. ISBN 978-980-01-2209-9.[3]
- Ara Solís (2018). Editorial Diosa Blanca. ISBN 978-980-18-0175-7.[4]
- Sacarac (2021). Editorial Diosa Blanca. ISBN 978-980-18-3121-1.[5]
- Sellos (2023). Editorial J. Bernavil. ISBN 978-980-18-3122-8. [6]

Ensayos
- La poesía de Mercurio. Publicado en "Papel Literario", Periódico "El Nacional". (16 de febrero de 2024). [7]

Antologías poéticas
Su poesía está incluida en varias antologías, entre ellas:
- “Miguel de Cervantes Saavedra” (2016)
- “José Gregorio Hernández” (2017)
- “Libertad” (2018)
- “Loas a los Santos Patronos” (2018)
- “Letras por Caracas” (2019)
- “Diario poético de los tiempos adversos” (2019)
- “XIII Festival Poesía Palabra en el Mundo” (2019)
- “Migrantes del Mundo” (2019)
- “El vuelo y la claridad” (2020)
- “I Premio Internacional de Poesía J. Bernavil” (2021)
- “II Premio Internacional de Poesía J. Bernavil” (2022)
- “Hacedoras volumen II” (2022)
- “Mujeres del mundo uníos” (2023)